# Алтарь Теци
Алтарь Теци — картина Пьетро Перуджино из коллекции Национальной галереи Умбрии. Выполнена маслом, имеет размер 182 на 158 см. Картина датируется примерно 1500 годом.

## История
Работа была написана для семейной часовни семейства Теци в церкви Сант-Агостино (ит.) в Перудже. Картина подверглась наполеоновским репрессиям в начале XIX века.

## Описание и стиль
Запрестольный образ изображает Мадонну в небе с младенцем на коленях, окружённую на облаках святыми Николаем Толентинским и Бернардином Сиенским, а на нижнем плане, на фоне нежного лесного пейзажа, видно святых Иеронима со львом и Себастьяна, пронзенного стрелами. Внизу по центру находится отверстие для небольшой скинии, в которой должно было храниться Святое Причастие.
Способ распространения цветов не типичен для Перуджино, с сильной светотенью и тенями, распространяющимися через коричневые и землистые тона, которые скорее напоминают стиль Луки Синьорелли.